# Le Déserteur (manifeste)
Pour les articles homonymes, voir Le Déserteur.
Le Déserteur est un manifeste anticolonialiste publié par Jean-Louis Hurst sous le pseudonyme de Maurienne. L'ouvrage est paru en 1960 aux Éditions de Minuit et a été aussitôt interdit et saisi.

## Auteur
L'auteur, fils de militaire, a vécu en Algérie française avec sa famille pendant la Deuxième Guerre mondiale et a gardé des liens forts avec le chauffeur de son père, Mokhran. Sensibilisé aux questions touchant la colonisation et le tiers-monde, il embrasse la cause palestinienne après un séjour en Israël en 1953, puis adhère au Parti communiste français. En 1957, suivant les directives du Parti, il s'engage dans l'armée française pour mieux l'infiltrer et obtient le grade de lieutenant. Lorsqu'il reçoit l'ordre de gagner l'Algérie, il déserte et s'engage dans le réseau Jeanson, puis Jeune résistance,.

## Poursuites judiciaires
L'auteur et l'éditeur, Jérôme Lindon, sont poursuivis et condamnés pour « provocation de militaires à la désobéissance », mais le livre circule sous le manteau dans le milieu étudiant. En 1962, les éditions de Minuit publient Provocation à la désobéissance, le procès du Déserteur, qui raconte le procès.

## Rééditions
En 2005, L'Échappée réédite l'ouvrage.